# Hungaroring
Hungaroring är en racerbana i Mogyoród i Budapest i Ungern. På banan, som ligger 19 km från Budapests centrum, körs Ungerns Grand Prix i formel 1 och GP2. 

## F1-vinnare
| Säsong | Förare             | Tillverkare             |
| ------ | ------------------ | ----------------------- |
| 2023   | Max Verstappen     | Red Bull                |
| 2022   | Max Verstappen     | Red Bull                |
| 2021   | Esteban Ocon       | Alpine                  |
| 2020   | Lewis Hamilton     | Mercedes                |
| 2019   | Lewis Hamilton     | Mercedes                |
| 2018   | Lewis Hamilton     | Mercedes                |
| 2017   | Sebastian Vettel   | Ferrari                 |
| 2016   | Lewis Hamilton     | Mercedes                |
| 2015   | Sebastian Vettel   | Ferrari                 |
| 2014   | Daniel Ricciardo   | Red Bull-Renault        |
| 2013   | Lewis Hamilton     | Mercedes                |
| 2012   | Lewis Hamilton     | McLaren-Mercedes        |
| 2011   | Jenson Button      | McLaren-Mercedes        |
| 2010   | Mark Webber        | Red Bull Racing-Renault |
| 2009   | Lewis Hamilton     | McLaren-Mercedes        |
| 2008   | Heikki Kovalainen  | McLaren-Mercedes        |
| 2007   | Lewis Hamilton     | McLaren-Mercedes        |
| 2006   | Jenson Button      | Honda                   |
| 2005   | Kimi Räikkönen     | McLaren-Mercedes        |
| 2004   | Michael Schumacher | Ferrari                 |
| 2003   | Fernando Alonso    | Renault                 |
| 2002   | Rubens Barrichello | Ferrari                 |
| 2001   | Michael Schumacher | Ferrari                 |
| 2000   | Mika Häkkinen      | McLaren-Mercedes        |
| 1999   | Mika Häkkinen      | McLaren-Mercedes        |
| 1998   | Michael Schumacher | Ferrari                 |
| 1997   | Jacques Villeneuve | Williams-Renault        |
| 1996   | Jacques Villeneuve | Williams-Renault        |
| 1995   | Damon Hill         | Williams-Renault        |
| 1994   | Michael Schumacher | Benetton-Ford           |
| 1993   | Damon Hill         | Williams-Renault        |
| 1992   | Ayrton Senna       | McLaren-Honda           |
| 1991   | Ayrton Senna       | McLaren-Honda           |
| 1990   | Thierry Boutsen    | Williams-Renault        |
| 1989   | Nigel Mansell      | Ferrari                 |
| 1988   | Ayrton Senna       | McLaren-Honda           |
| 1987   | Nelson Piquet      | Williams-Honda          |
| 1986   | Nelson Piquet      | Williams-Honda          |

## GP2-vinnare
| Säsong | Heat 1          | Heat 2           |
| ------ | --------------- | ---------------- |
| 2008   | Lucas Di Grassi | Sébastien Buemi  |
| 2007   | Adam Carroll    | Javier Villa     |
| 2006   | Nelsinho Piquet | Nelsinho Piquet  |
| 2005   | Neel Jani       | Alexandre Prémat |